# Cellula epitelioide

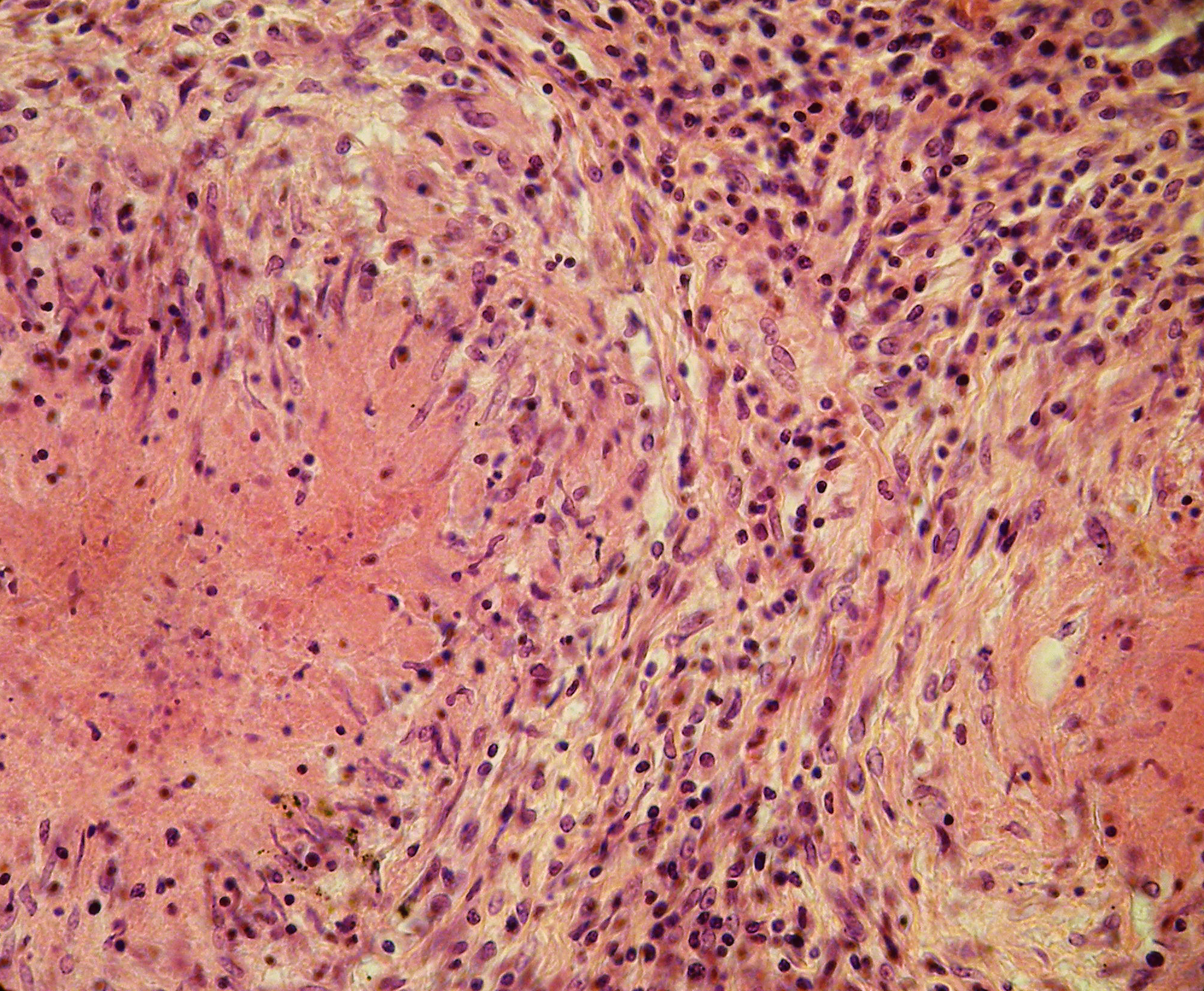
Cellule epitelioidi che circondano un granuloma caseoso

Le cellule epitelioidi sono una tipologia di macrofagi che compare in alcuni stati infiammatori ed è prevalentemente associata alla comparsa di granulomi, a livello dei quali possono fondersi dando origine a cellule giganti multinucleate (cellule di Langhans). Vengono chiamate "epitelioidi" in quanto al microscopio risultano simili alle cellule epiteliali.

## Storia
Le cellule epitelioidi vennero osservate per la prima volta dallo scienziato tedesco Robert Koch, durante le sue ricerche sui micobatteri. Studi successivi da parte di Alexandre Yersin e Amédée Borrel dimostrarono che tali cellule derivano da leucociti mononucleati. Margaret Lewis dopo una serie di esperimenti in vitro verificò che le cellule epitelioidi derivavano da cellule monocitarie sanguigne e che successivamente potevano evolvere in cellule giganti multinucleate. La derivazione monocitaria è stata poi confermata da successivi studi, che hanno quindi escluso la loro evoluzione a partire da macrofagi tissutali specializzati.

## Struttura
Le cellule epitelioidi si presentano allungate, similmente alle cellule epiteliali squamose, con un citoplasma fortemente eosinofilo. Spesso presentano tra loro strette giunzioni interdigitate, simili a cerniere tendono a fondere i citoplasmi tra loro, dando origine alle cellule di Langhans.
Il citoscheletro presenta peculiari filamenti, con una struttura ed un'attività molto più simile a quella delle cellule epiteliali rispetto ai macrofagi.

## Aspetti patologici
Le cellule epitelioidi sono associate alla formazione dei granulomi, in particolare a quelli dovuti ad infezione da parte di patogeni (come il Mycobacterium tuberculosis) in grado di resistere all'ingestione da parte dei macrofagi. Tali cellule hanno il ruolo di limitare l'estensione del granuloma, ponendosi alle estremità dello stesso.